# Víctor Cáceres Rodríguez
Víctor Cáceres Rodríguez (La Paz, Bolivia) es un político y docente boliviano. Fue el ministro de educación de Bolivia desde el 23 de enero de 2007 hasta el 8 de junio de 2007 durante el primer gobierno del presidente Evo Morales Ayma.  
Víctor Cáceres nació en la ciudad de La Paz. En su vida profesional trabajó como profesor de colegios. El 23 de enero de 2007, Cáceres fue posesionado en el cargo de ministro de Educación y Cultura de Bolivia por el Presidente de Bolivia Evo Morales Ayma. Cabe mencionar que Cáceres ingresaba al gabinete ministerial en reemplazo del  sociólogo aimara Félix Patzi.
Víctor Cáceres llegó al ministerio, en representación de los profesores del magisterio urbano del país. Pero durante su estadía como ministro, Cáceres tuvo serias discrepancias con el presidente Evo Morales. Se opuso al descuento salarial hacia los profesores por un paro laboral de 2 días que estos habían realizado. A pesar de que la tarea de Cáceres tendría que haber sido el de socializar la nueva Ley Avelino Siñani con el magisterio, este proyecto nunca pudo cumplirse.
El 8 de junio de 2007, Cáceres fue reemplazado en el ministerio de educación  por la destacada historiadora Magdalena Cajías de la Vega.
| Predecesor: Félix Patzi Paco | Ministro de Educación y Cultura de Bolivia 23 de enero de 2007 - 8 de junio de 2007 | Sucesor: Magdalena Cajías de la Vega |